# Эркслебен (Бёрде)
Эркслебен (нем. Erxleben) — община в Германии, в земле Саксония-Анхальт.
Входит в состав района Бёрде. Подчиняется управлению Флехтинген. Население составляет 3069 человек (на 31 декабря 2010 года). Занимает площадь 32,40 км².